# Plougar
Plougar (bret. Gwikar) – miejscowość i gmina we Francji, w regionie Bretania, w departamencie Finistère.
Według danych na rok 1990 gminę zamieszkiwały 672 osoby, a gęstość zaludnienia wynosiła 38 osób/km² (wśród 1269 gmin Bretanii Plougar plasuje się na 734. miejscu pod względem liczby ludności, natomiast pod względem powierzchni na miejscu 572.).